# Arrondissement de Kamenz

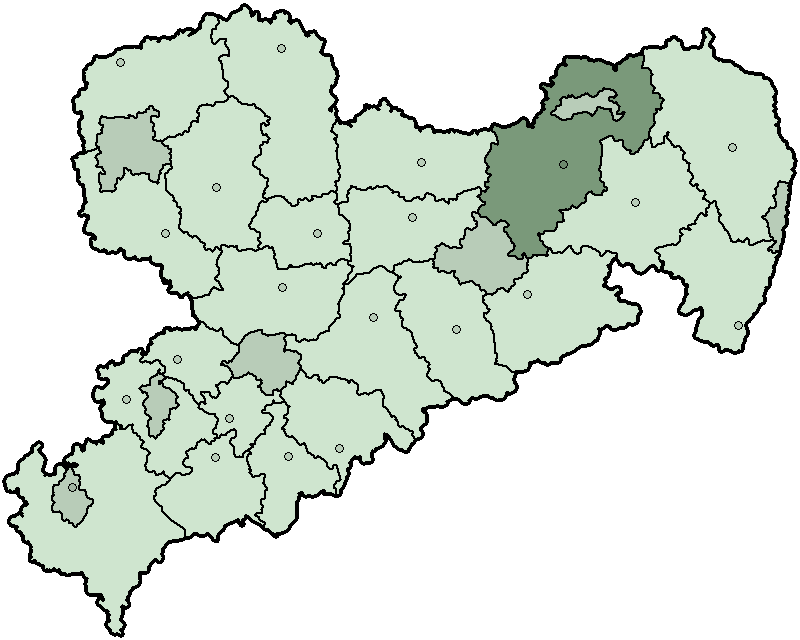
Localisation de l'ancien arrondissement en Saxe

L'arrondissement de Kamenz était un arrondissement  ("Landkreis" en allemand) de Saxe  (Allemagne), dans le district de Dresde de 1994 à 2008.
Son chef lieu était Kamenz.
Il fut regroupé avec l'arrondissement de Bautzen (1994-2008) et l'ancienne ville-arrondissement de Hoyerswerda le 1er août 2008 pour former le nouvel arrondissement de Bautzen, selon la réforme des arrondissements de Saxe de 2008.

## Villes et Communes
(nombre d'habitants en 2007)
| Städte 1. Bernsdorf (6.409) 2. Elstra (3.062) 3. Großröhrsdorf (7.174) 4. Kamenz (18.009) 5. Lauta (9.760) 6. Königsbrück (4.622) 7. Pulsnitz (6.531) 8. Radeberg (18.623) 9. Wittichenau (6.168) Verwaltungsgemeinschaften und Verwaltungsverbände - Verwaltungsverband Am Klosterwasser mit den Mitgliedsgemeinden Crostwitz, Nebelschütz, Panschwitz-Kuckau (VV-Sitz), Räckelwitz und Ralbitz-Rosenthal - Verwaltungsgemeinschaft Bernsdorf mit den Mitgliedsgemeinden Bernsdorf und Wiednitz - Verwaltungsgemeinschaft Großröhrsdorf mit den Mitgliedsgemeinden Bretnig-Hauswalde und Großröhrsdorf - Verwaltungsgemeinschaft Kamenz-Schönteichen mit den Mitgliedsgemeinden Kamenz und Schönteichen - Verwaltungsgemeinschaft Königsbrück mit den Mitgliedsgemeinden Königsbrück, Laußnitz und Neukirch - Verwaltungsgemeinschaft Pulsnitz mit den Mitgliedsgemeinden Großnaundorf, Lichtenberg, Oberlichtenau, Ohorn, Pulsnitz und Steina | Gemeinden 1. Arnsdorf (4.837) 2. Bretnig-Hauswalde (3.189) 3. Crostwitz (1.144) 4. Elsterheide [Sitz: Bergen] (3.920) 5. Großnaundorf (1.067) 6. Haselbachtal [Sitz: Reichenbach] (4.582) 7. Laußnitz (2.046) 8. Lichtenberg (1.736) 9. Lohsa (6.042) 10. Nebelschütz (1.237) 11. Neukirch (1.768) 12. Oberlichtenau (1.472) 13. Ohorn (2.523) 14. Oßling (2.576) 15. Ottendorf-Okrilla (10.094) 16. Panschwitz-Kuckau (2.198) 17. Räckelwitz (1.230) 18. Ralbitz-Rosenthal [Sitz: Rosenthal] (1.810) 19. Schönteichen [Sitz: Biehla] (2.358) 20. Schwepnitz (2.738) 21. Spreetal [Sitz: Burgneudorf] (2.223) 22. Steina (1.801) 23. Wachau (4.511) 24. Wiednitz (1.040) |